# Nombre heptagonal centré
Ne doit pas être confondu avec Nombre heptagonal.

Représentation des nombres heptagonaux centrés d'indices 2, 3, 4 et 5.

En mathématiques, un nombre heptagonal centré est un nombre figuré polygonal centré qui représente un heptagone avec un point central et tous les autres points entourant le point central en couches heptagonales successives. Le n-ième nombre heptagonal centré (le nombre de couches étant n – 1) s'obtient donc en ajoutant 1 au produit par 7 du (n – 1)-ième nombre triangulaire :
Ils forment la suite d'entiers  A069099 de l'OEIS : 1, 8, 22, 43, 71, 106, 148, 197, 253, 316, etc.
Leur parité suit le motif impair-pair-pair-impair.
La sous-suite de ceux qui sont premiers est 43, 71, 197, etc. (suite A144974 de l'OEIS).